# Wagoner (Oklahoma)
Wagoner ist eine US-amerikanische Stadt im Bundesstaat Oklahoma und der County Seat des gleichnamigen Wagoner County. Das U.S. Census Bureau hat bei der Volkszählung 2020 eine Einwohnerzahl von 7.621 ermittelt.

## Geschichte
Wagoner liegt am Weg des Viehtrails Texas Road und des späteren Jefferson Highway des frühen National Trail System, die beide ungefähr auf der Route der heutigen U.S. Route 69 durch Oklahoma liegen. Die Stadt begann als kleine Gemeinde an der Kreuzung der Missouri-Kansas-Texas Railway (MKT) und der Kansas and Arkansas Valley Railway (ein Zweig der Missouri Pacific Railway), als William McAnally, ein Vorarbeiter der MKT, im Juni 1887 ein kleines Hotel an diesem abgelegenen Ort baute. Bis zum nächsten Sommer hatten andere zwei weitere Hotels und zwei Gemischtwarenläden gebaut. Die Stadt wurde nach dem Eisenbahndisponenten Henry "Big Foot" Wagoner benannt, der die Notwendigkeit einer Weiche in der Nähe gemeldet hatte, um den Transport von Holz und Heu zu ermöglichen. Die Weiche war zuvor "Wagoner's Switch" genannt worden. Die Weiche wurde bald in den Ort verlegt und sorgte für die Entwicklung eines bedeutenden Viehtransportgeschäfts.
Bis 1894 hatte die Gemeinde 642 eingetragene Namen in einer lokalen Volkszählung. Eine lokale Zeitung begann 1895 für die Stadt zu werben und ermutigte mehr Menschen, dorthin zu ziehen. Im Jahr 1896 gab es etwa 1500 Einwohner. Im Herbst 1895 bildete die Gemeinde eine Kommission, die eine Petition zur Gemeindegründung in Umlauf brachte. Die Gründung wurde vom US-Bezirksgericht am 4. Januar 1896 bewilligt, womit Wagoner die erste neugegründete Stadt im Indianerterritorium wurde.

## Demografie
Nach einer Schätzung von 2019 leben in Wagoner 9185 Menschen. Die Bevölkerung teilte sich im selben Jahr auf in 68,2 % Weiße, 8,2 % Afroamerikaner, 9,8 % amerikanische Ureinwohner, 0,4 % Asiaten und 12,7 % mit zwei oder mehr Ethnizitäten. Hispanics oder Latinos aller Ethnien machten 2,7 % der Bevölkerung aus. Das mittlere Haushaltseinkommen lag bei 35.250 US-Dollar und die Armutsquote bei 20,5 %.